# Zahnweitenmessung

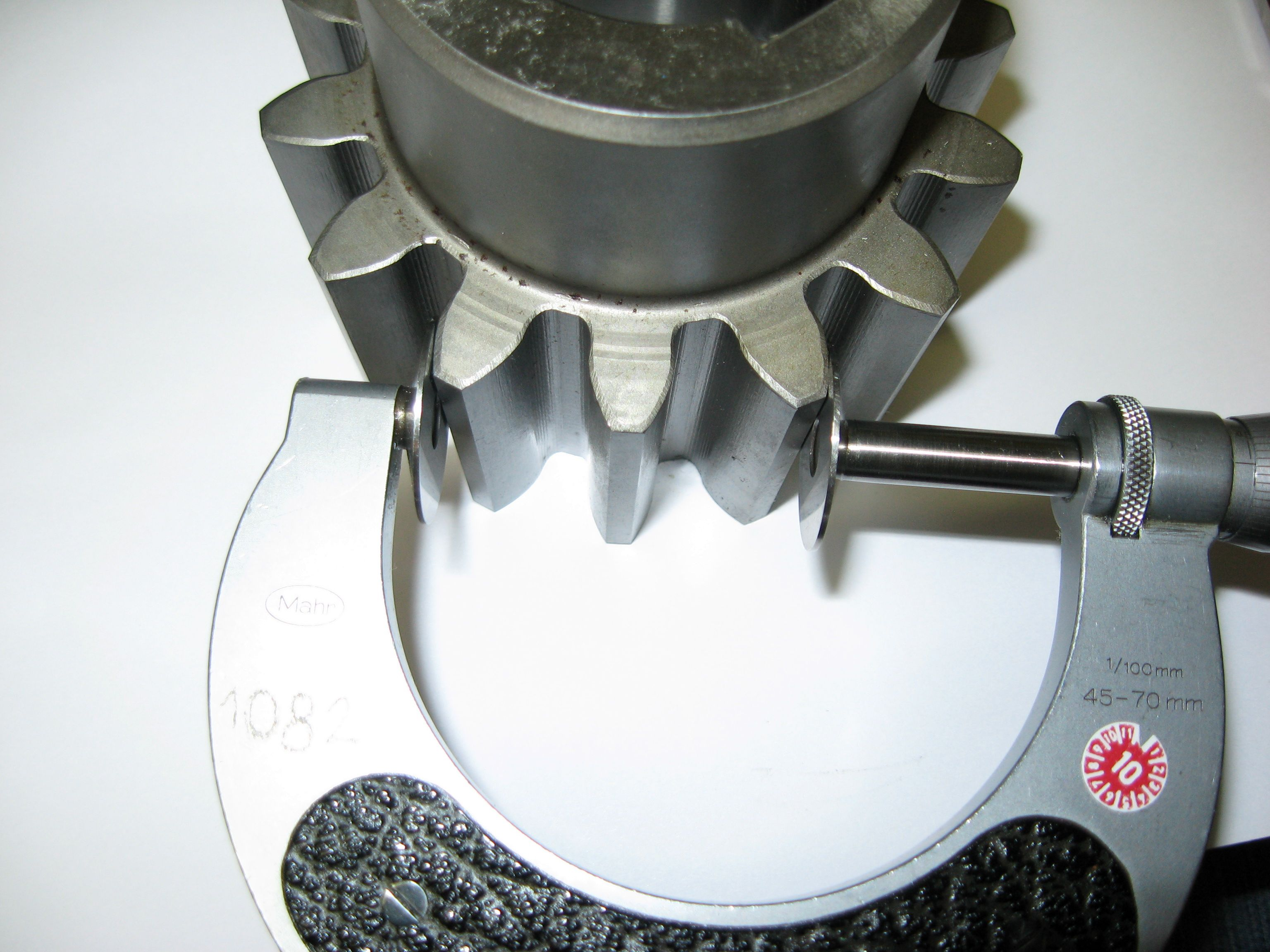
Messung der Zahnweite mit einer Teller-Bügelmessschraube

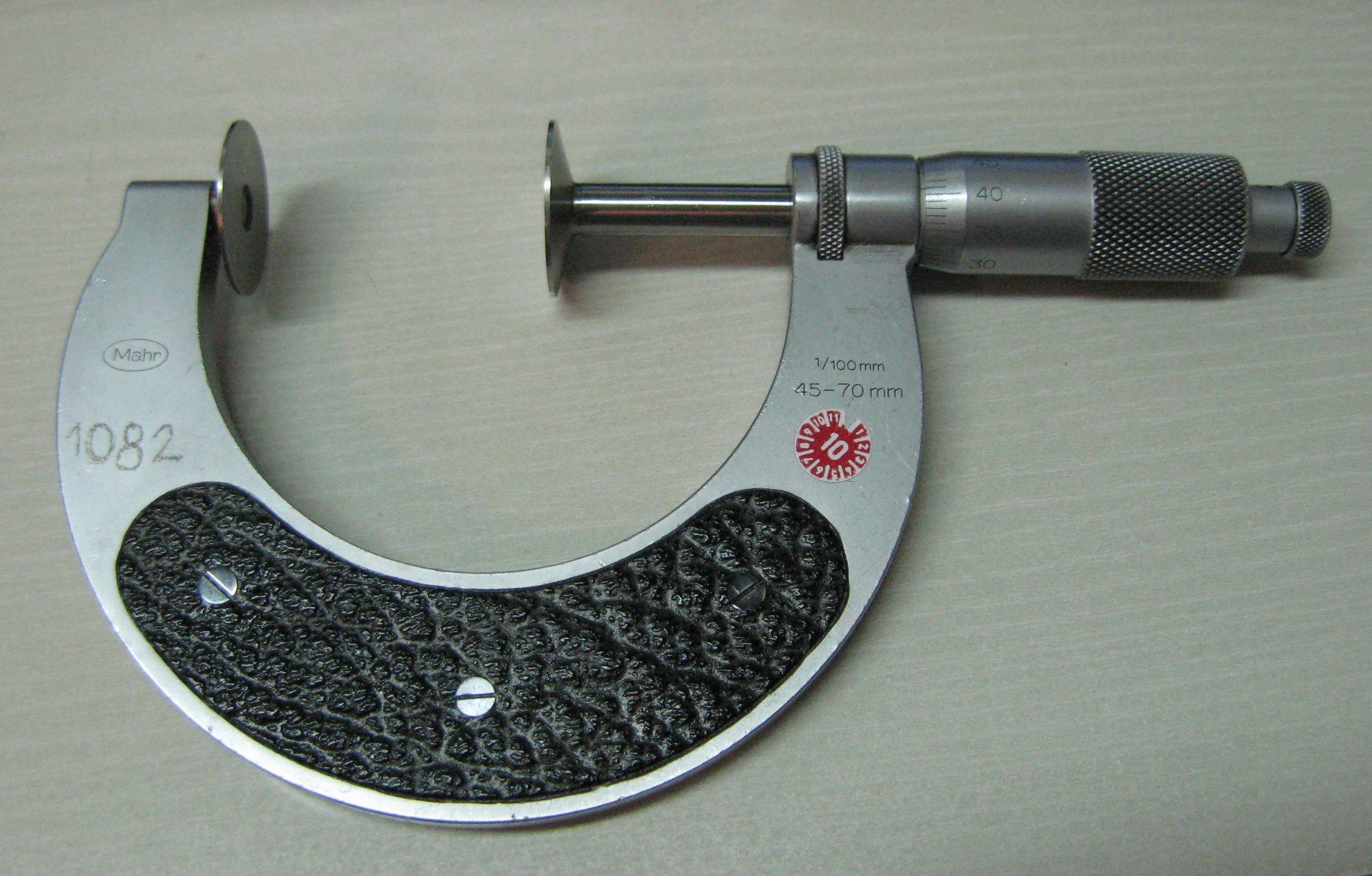
Bügelmessschraube mit Tellermessflächen

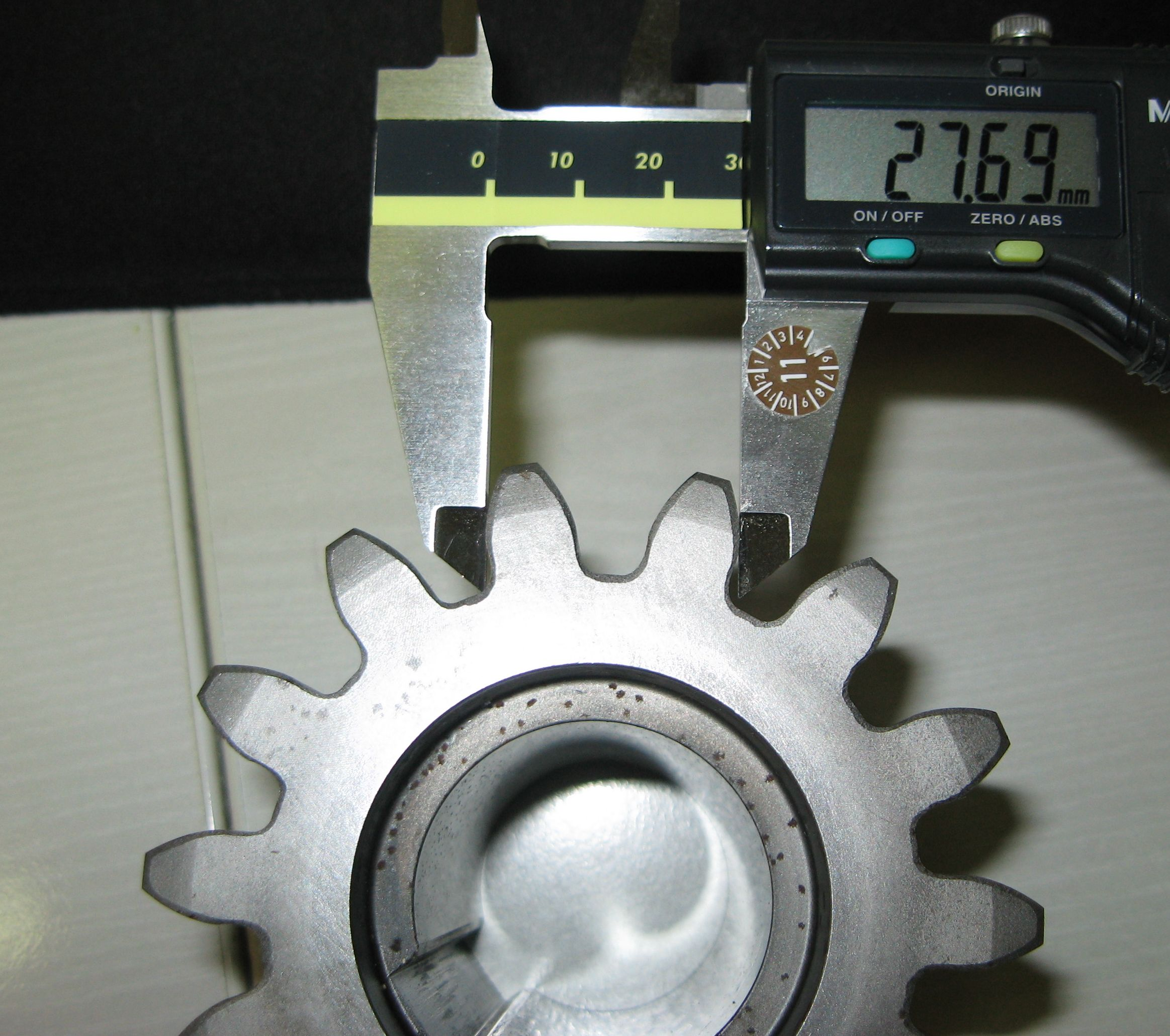
Behelfsmäßige Zahnweitenmessung mit einem Messschieber

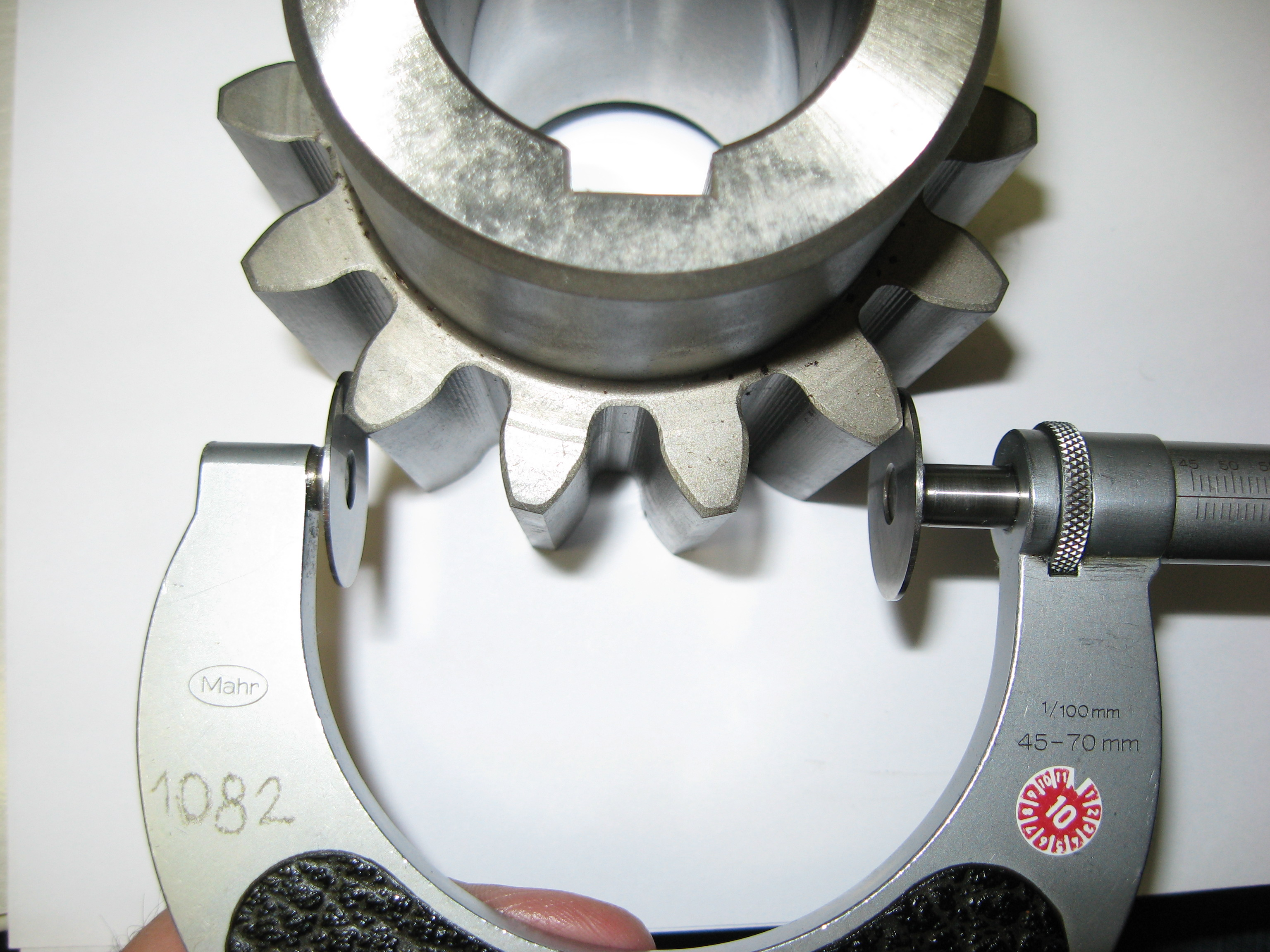
Fehlerhafte Zahnweitenmessung: Messung an den Zahnkopfecken

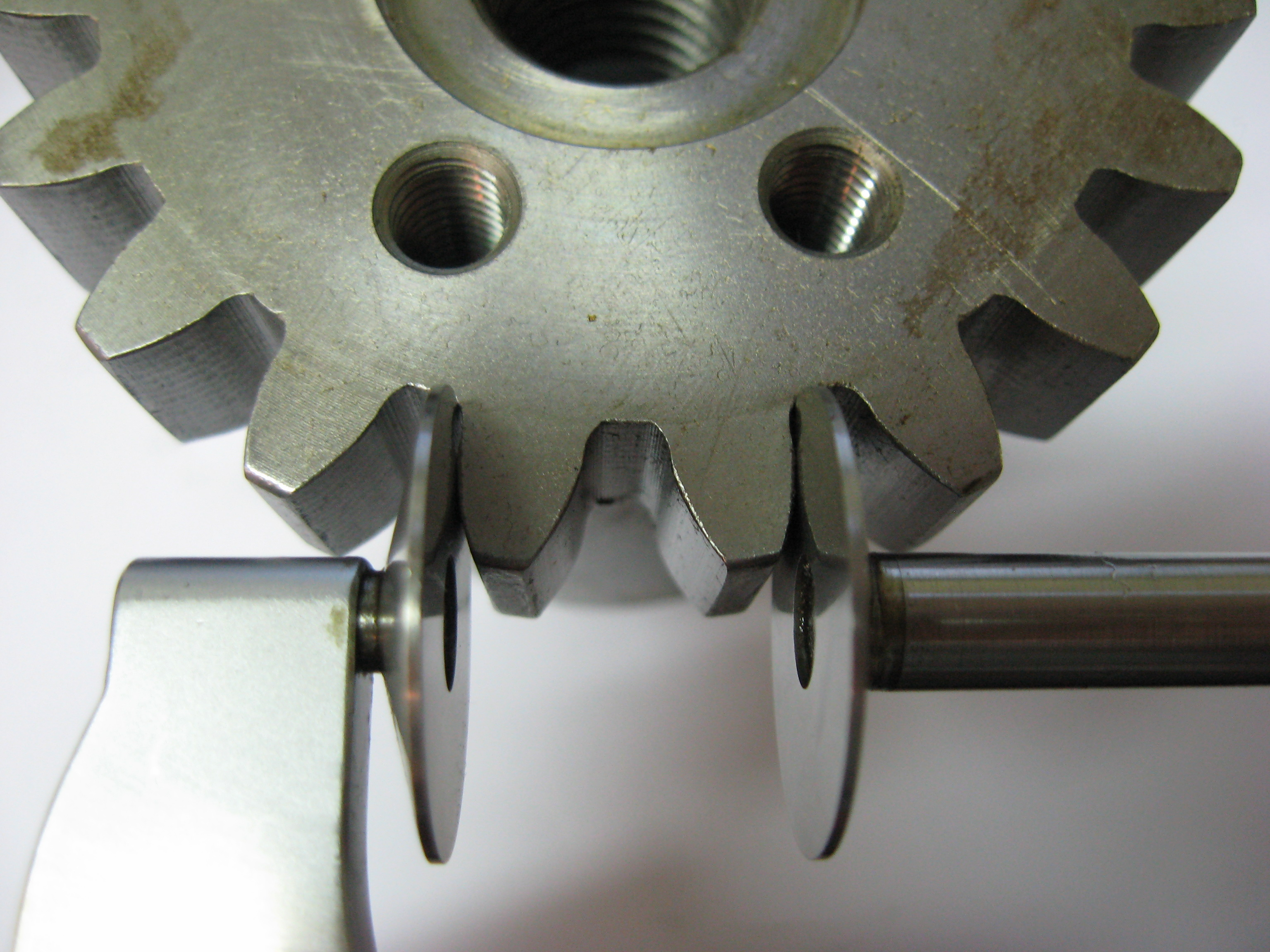
Fehlerhafte Zahnweitenmessung: Messung im nicht-evolventischen Zahnfuß

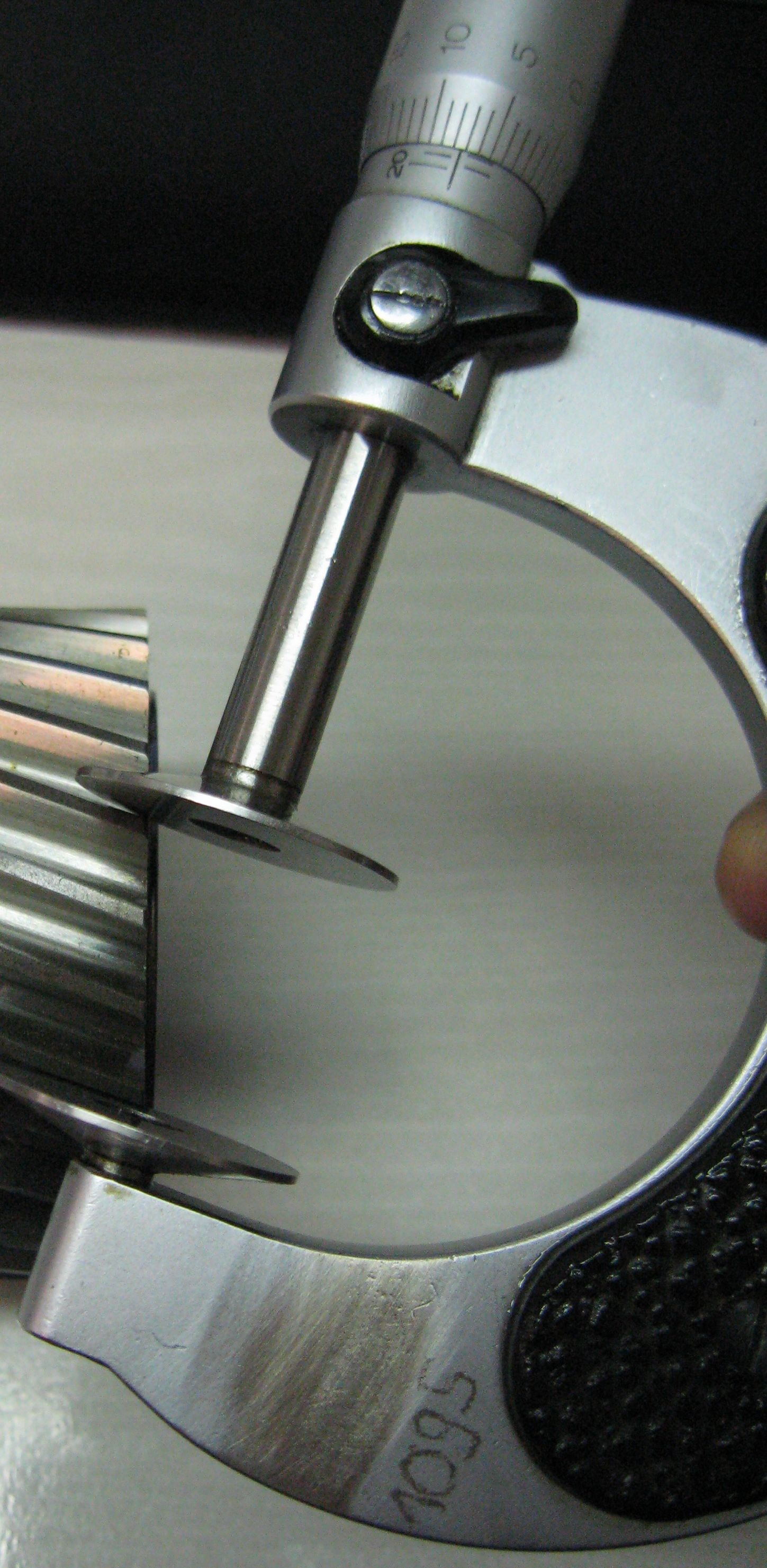
Unmögliche Zahnweitenmessung an einem schmalen, schrägverzahnten Zahnrad, eine Messfläche hängt in der Luft

Die Zahnweitenmessung wird bei der Fertigung von Zahnrädern eingesetzt, um die Zahndicke der Zähne eines Zahnrades zu bestimmen. Zudem kann die Zahnweite auch für einfache Qualitätssicherungsprüfungen bei Wareneingang herangezogen werden.

## Anwendung
Die Zahndicke kann seit den frühen 1990er Jahren auf einem Koordinatenmessgerät (KMG) direkt vermessen werden. Ist dies nicht möglich, wird die Dicke über ein Hilfsmaß bestimmt, z. B. über die Zahnweite. Daraus kann dann auf die Zahndicke geschlossen werden.
Die Messflächen des verwendeten Messgerätes müssen dabei im Bereich der evolventischen Zahnflanke anliegen. Insbesondere dürfen die Messflächen nicht an den Zahnkopfecken und auch nicht im nicht-evolventischen Zahnfuß anliegen, sonst ergeben sich falsche Werte.
Die Messzähnezahl, also die Anzahl der Zähne, die man zwischen die Messflächen des Messgerätes halten muss, lässt sich durch eine einfache Formel bestimmen. Je nach Geometrie des Zahnrades (Zähnezahl, Zahnhöhe, Eingriffswinkel) können ein oder mehrere Messzähnezahlen zur Messung der Zahnweite möglich sein. Es gibt auch Zahnräder bzw. Verzahnungen, bei denen keine Zahnweitenmessung möglich ist, da die Messflächen des Messmittels bei keiner Messzähnezahl an den Zahnflanken anliegen. Dies ist manchmal bei Verzahnungen von Zahnwellenverbindungen (auch Steckverzahnungen genannt) der Fall, die nur eine kleine Zahnhöhe haben.
Sowohl an geradverzahnten wie auch an schrägverzahnten Zahnrädern kann die Zahnweite gemessen werden. Schrägverzahnte Zahnräder müssen jedoch eine gewisse Mindestzahnbreite aufweisen, sonst berührt eine der Messflächen nicht mehr die Zahnflanke und hängt gewissermaßen in der Luft (siehe Foto).
Auch bei Innenverzahnungen kann die Zahnweite gemessen werden. Man spricht dabei eher von der Lückenweite. Die Messung der Lückenweite bei Innenverzahnungen ist jedoch meist unsicher und ungenau.

## Messmittel
Zur Zahnweitenmessung werden in der Regel Bügelmessschrauben verwendet, bei denen die Messflächen als große Teller ausgeführt sind.
Man kann die Zahnweite jedoch behelfsmäßig auch mittels eines (digitalen) Messschiebers messen. Die Messung mit einem Messschieber erfordert Erfahrung, da die Messschnäbel leicht verkantet werden. Bei der Tellerbügelmessschraube wird dies durch die breiten Messteller verhindert.

## Berechnung
| Größe                                      | Zeichen |
| ------------------------------------------ | --- |
| Messzähnezahl                              | {\displaystyle z'={\frac {z}{180^{\circ }}}\cdot \arccos {\frac {z\cdot \cos {\alpha }}{(z+2\cdot x)}}+0{,}5} (gerundet auf ganze Zahl) |
| Zahnweite geradverzahnt                    | {\displaystyle W=m\cdot \cos {\alpha }\cdot \lbrack (z'-0{,}5)\cdot {\pi }+z\cdot \operatorname {inv} {\alpha }\rbrack +2\cdot x\cdot m\cdot \sin {\alpha }} mit {\displaystyle \operatorname {inv} {\alpha }=\tan {\alpha }-\alpha } ({\displaystyle \alpha } in Bogenmaß!) |
| Messzähnezahl und Zahnweite schrägverzahnt | Zähnezahl z ersetzen durch Ersatzzähnezahl {\displaystyle zs=z{\frac {\operatorname {inv} {\alpha _{t}}}{\operatorname {inv} {\alpha _{n}}}}} mit {\displaystyle \tan {\alpha _{t}}={\frac {\tan {\alpha _{n}}}{\cos {\beta }}}}                                             |

### Berechnungsbeispiel
- Modul 2,0 mm
- Zähnezahl 36
- Eingriffswinkel 20°
- Profilverschiebungsfaktor x = +0,3
- Schrägungswinkel beta = 18°

Ergibt:
- Messzähnezahl z'= 6
- Zahnweite W = 34,0473 mm

Die berechnete Zahnweite ist die Nullzahnweite, also die Zahnweite für spielfreie Verzahnung. Bei Getrieben muss in der Praxis zwischen den Zähnen der gepaarten Zahnräder ein gewisses Flankenspiel vorhanden sein. Daher werden Zahnräder immer etwas kleiner gefertigt als mit der berechneten Zahnweite. Zum Beispiel 0,05 bis 0,1 mm kleiner.
Die Zahnweite bei einer Innenverzahnung lässt sich meist schlecht messen und ist identisch mit der Zahnweite des spielfrei passenden Außenzahnrades mit gleicher Zähnezahl. Beispiel: Die Innenverzahnung mit Modul 2,0 und z=−30 hat dieselbe Zahnweite (eigentlich: Lückenweite) wie die Außenverzahnung Modul 2,0 z=+30. Bei Profilverschiebung ist das Vorzeichen zu beachten!

## Bestimmung des Moduls eines Zahnrades mit Hilfe der Zahnweitenmessung
Aus dem Kopfkreisdurchmesser eines Zahnrades kann man den Modul nicht zuverlässig berechnen, da der Kopfkreisdurchmesser von der Profilverschiebung, vom Schrägungswinkel und von der gewählten Kopfkürzung abhängt. Außerdem wird der Kopfkreisdurchmesser bei der Konstruktion meist grob toleriert.
Sofern man an einem vorliegenden Zahnrad zwei verschiedene Zahnweiten messen kann, lässt sich hieraus leicht der Modul bestimmen. Dazu muss jedoch der Eingriffswinkel bekannt sein. Bei normalen Getriebezahnrädern ist er in der Regel 20°. Aber es kommen auch andere Eingriffswinkel vor!
{\displaystyle m_{n}={\frac {W_{k1}-W_{k2}}{\pi \cdot \cos {\alpha _{n}}\cdot (k1-k2)}}}

## Visual-Basic-Funktionen
Diese Funktionen gelten für gerade und schräge Verzahnungen sowie auch für Innenverzahnungen!
Berechnung der Messzähnezahl:
```
Public Function MessZaehnezahl(Zaehne%, alfa#, beta#, x#) As Integer
'alfa und beta muessen in Grad uebergeben werden!

Const pi = 3.141592654
Dim alfas0#, alfasx#, betag#

alfa = alfa / 180 * pi 'Umrechnung von Grad in Bogenmass
beta = beta / 180 * pi

alfas0 = Atn(Tan(alfa) / Cos(beta))
alfasx = arccos(Cos(alfas0) * Zaehne / (Zaehne + 2 * x * Cos(beta)))
betag = Atn(Tan(beta) * Cos(alfas0))

MessZaehnezahl = Int((Zaehne / pi * (Tan(alfasx) / (Cos(betag)) ^ 2 - 2 * x / Zaehne * Tan(alfa) - (Tan(alfas0) - alfas0)) + 0.5) * 10 + 0.5) / 10

End Function

```

Berechnung der Zahnweite:
```
Public Function Zahnweite(Modul#, Zaehne%, alfa#, beta#, x#, messzaehne%) As Double
'alfa, beta muessen in Grad uebergeben werden!
Const pi = 3.141592654
Dim alfas0#

alfa = alfa / 180 * pi 'Umrechnung in Bogenmass
beta = beta / 180 * pi
alfas0 = Atn(Tan(alfa) / Cos(beta))

Zahnweite = Modul * Cos(alfa) * ((messzaehne - 0.5) * pi + Zaehne * (Tan(alfas0) - alfas0)) + 2 * x * Modul * Sin(alfa)

End Function

```